# Okręg wyborczy województwo tarnobrzeskie do Senatu Rzeczypospolitej Polskiej
Okręg wyborczy województwo tarnobrzeskie do Senatu Rzeczypospolitej Polskiej obejmował w latach 1989–2001 obszar województwa tarnobrzeskiego. Wybierano w nim 2 senatorów, przy czym w latach 1989–1991 obowiązywała zasada większości bezwzględnej, zaś w latach 1991–2001 większości względnej.
Powstał w 1989 wraz z przywróceniem instytucji Senatu. Zniesiony został w 2001, na jego obszarze utworzono nowe okręgi nr 6, 22 i 32.
Siedzibą okręgowej komisji wyborczej był Tarnobrzeg.

## Reprezentanci okręgu
| Rok  | Senator komitet wyborczy                    | Senator komitet wyborczy                                          | Senator komitet wyborczy                    | Senator komitet wyborczy                                            |
| ---- | ------------------------------------------- | ----------------------------------------------------------------- | ------------------------------------------- | ------------------------------------------------------------------- |
| 1989 |                                             | Zbigniew Romaszewski KW do Senatu Zbigniewa Romaszewskiego (1991) |                                             | Jan Kozłowski                                                       |
| 1991 |                                             | Zbigniew Romaszewski KW do Senatu Zbigniewa Romaszewskiego (1991) |                                             | Wiktor Stasiak Niezależny Samorządny Związek Zawodowy „Solidarność” |
| 1993 |                                             | Piotr Stępień Polskie Stronnictwo Ludowe                          |                                             | Ryszard Żołyniak Polskie Stronnictwo Ludowe                         |
| 1997 |                                             | Janina Sagatowska Akcja Wyborcza Solidarność                      |                                             | Dariusz Kłeczek Akcja Wyborcza Solidarność                          |
| 2001 | okręg zniesiony, patrz okręgi nr 6, 22 i 32 | okręg zniesiony, patrz okręgi nr 6, 22 i 32                       | okręg zniesiony, patrz okręgi nr 6, 22 i 32 | okręg zniesiony, patrz okręgi nr 6, 22 i 32                         |

## Wyniki wyborów
Symbolem „●” oznaczono senatorów ubiegających się o reelekcję.

### Wybory parlamentarne 1989
| Kandydat                                                          | Głosów  | %     |
| ----------------------------------------------------------------- | ------- | ----- |
| Zbigniew Romaszewski                                              | 175 715 | 74,91 |
| Jan Kozłowski                                                     | 160 388 | 68,38 |
| Janusz Basiak                                                     | 31 929  | 13,61 |
| Jan Majewski                                                      | 9330    | 3,98  |
| Stanisław Kosikowski                                              | 9254    | 3,95  |
| Maciej Zarębski                                                   | 7565    | 3,23  |
| Stanisław Dobek                                                   | 5489    | 2,34  |
| Tadeusz Wojteczko                                                 | 5156    | 2,20  |
| Stanisław Łagowski                                                | 4980    | 2,12  |
| Józef Stefaniak                                                   | 4462    | 1,90  |
| Zbigniew Stopiński                                                | 2482    | 1,06  |
| Marian Kudrelik                                                   | 2297    | 0,98  |
| Liczba głosów ważnych: 234 557 Źródło: Państwowa Komisja Wyborcza |         |       |

### Wybory parlamentarne 1991
| Kandydat                                              | Kandydat              | Komitet wyborczy                                     | Głosów |
| ----------------------------------------------------- | --------------------- | ---------------------------------------------------- | ------ |
|                                                       | Zbigniew Romaszewski● | KW do Senatu Zbigniewa Romaszewskiego                | 63 378 |
|                                                       | Wiktor Stasiak        | Niezależny Samorządny Związek Zawodowy „Solidarność” | 38 542 |
|                                                       | Andrzej Berezowski    | Konfederacja Polski Niepodległej                     | 32 711 |
|                                                       | Jan Kozłowski●        | Porozumienie Ludowe                                  | 31 157 |
|                                                       | Krystyna Sienkiewicz  | Unia Demokratyczna                                   | 26 891 |
|                                                       | Irena Batugowska      | Sojusz Lewicy Demokratycznej                         | 21 790 |
|                                                       | Jan Sokół             | Polskie Stronnictwo Ludowe Sojusz Programowy         | 21 420 |
|                                                       | Jan Cichoń            | Sojusz Lewicy Demokratycznej                         | 17 830 |
|                                                       | Stanisław Żwiruk      | Porozumienie Obywatelskie Centrum                    | 14 356 |
|                                                       | Tadeusz Wojteczko     | Stronnictwo Demokratyczne                            | 11 414 |
|                                                       | Zygmunt Bokwa         | Niezależny Społeczny KW wsi Dębiany                  | 10 327 |
| Frekwencja: 38,65% Źródło: Państwowa Komisja Wyborcza |                       |                                                      |        |

### Wybory parlamentarne 1993
| Kandydat                                              | Kandydat          | Komitet wyborczy                                     | Głosów |
| ----------------------------------------------------- | ----------------- | ---------------------------------------------------- | ------ |
|                                                       | Piotr Stępień     | Polskie Stronnictwo Ludowe                           | 59 224 |
|                                                       | Ryszard Żołyniak  | Polskie Stronnictwo Ludowe                           | 51 782 |
|                                                       | Wiktor Stasiak●   | Niezależny Samorządny Związek Zawodowy „Solidarność” | 50 566 |
|                                                       | Jan Krzemiński    | Sojusz Lewicy Demokratycznej                         | 38 802 |
|                                                       | Mieczysław Cichoń | Sojusz Lewicy Demokratycznej                         | 37 166 |
|                                                       | Alfred Winiarski  | Konfederacja Polski Niepodległej                     | 25 784 |
|                                                       | Kazimierz Rostek  | Konwencja Polska                                     | 25 755 |
|                                                       | Wiktor Stępień    | Bezpartyjny Blok Wspierania Reform                   | 24 297 |
|                                                       | Jan Kozłowski     | KW Jana Kozłowskiego                                 | 18 460 |
|                                                       | Piotr Kryczka     | „Zjednoczenie Polskie”                               | 15 781 |
|                                                       | Tadeusz Wojteczko | Stronnictwo Demokratyczne                            | 12 787 |
| Frekwencja: 48,40% Źródło: Państwowa Komisja Wyborcza |                   |                                                      |        |

### Wybory parlamentarne 1997
| Kandydat                                              | Kandydat           | Komitet wyborczy                 | Głosów |
| ----------------------------------------------------- | ------------------ | -------------------------------- | ------ |
|                                                       | Janina Sagatowska  | Akcja Wyborcza Solidarność       | 99 672 |
|                                                       | Dariusz Kłeczek    | Akcja Wyborcza Solidarność       | 72 379 |
|                                                       | Zofia Czub         | Sojusz Lewicy Demokratycznej     | 42 251 |
|                                                       | Jan Misiak         | Sojusz Lewicy Demokratycznej     | 39 478 |
|                                                       | Piotr Stępień●     | Polskie Stronnictwo Ludowe       | 33 875 |
|                                                       | Ryszard Żołyniak●  | Polskie Stronnictwo Ludowe       | 22 815 |
|                                                       | Tadeusz Szymański  | Ruch Odbudowy Polski             | 21 261 |
|                                                       | Seweryn Szkudlarek | Ruch Odbudowy Polski             | 17 178 |
|                                                       | Tadeusz Kidoń      | KW Komitet Wyborców „NIEZALEŻNY” | 9924   |
|                                                       | Stanisław Gach     | KW Porozumienia Prawicy Polskiej | 4733   |
| Frekwencja: 46,42% Źródło: Państwowa Komisja Wyborcza |                    |                                  |        |